# Jun Kanakubo
Jun Kanakubo (japanisch 金久保 順 Kanakubo Jun; * 26. Juli 1987 in der Präfektur Ibaraki) ist ein japanischer Fußballspieler.

## Karriere
Kanakubo erlernte das Fußballspielen in der Universitätsmannschaft der Ryūtsū-Keizai-Universität. Seinen ersten Vertrag unterschrieb er 2010 bei Omiya Ardija. Der Verein aus Ōmiya-ku spielte in der höchsten Liga des Landes, der J1 League. Für den Verein absolvierte er 45 Erstligaspiele. Die Saison 2013 wechselte er auf Leihbasis zum Zweitligisten Avispa Fukuoka. Für den Verein aus Fukuoka stand er 28-mal in der zweiten Liga auf dem Spielfeld. 2014 lieh ihn der Erstligist Kawasaki Frontale aus. Für Frontale absolvierte er 12 Spiele in der ersten Liga. 2015 wechselte er nach Sendai zum Erstligisten Vegalta Sendai. Für Sendai absolvierte er 36 Erstligaspiele. Kyōto Sanga, ein Zweitligist aus Kyōto verpflichtete ihn im Juli 2018. Hier stand er bis Ende 2020 unter Vertrag. Im Januar 2021 wechselte er ablösefrei zum ebenfalls in der zweiten Liga spielenden Mito Hollyhock.

## Erfolge
Vegalta Sendai
- Kaiserpokal

Finalist: 2018